# Acer spicatum
Acer spicatum — вид квіткових рослин з родини сапіндових (Sapindaceae).

## Опис
Це листопадний кущ чи невелике дерево до 3–8 м заввишки, утворює розлогу крону з коротким стовбуром і тонкими гілками. Кора тонка, тьмяно-сіро-коричнева, спочатку гладка, але злегка лущиться. Листки супротивні, прості, 6–10 см завдовжки і ширини, з 3 або 5 неглибокими широкими частками. Вони мають грубі та нерівномірні зубці зі світло-зеленою безволосою поверхнею та дрібно-волосистою нижньою частиною. Восени листки стають яскраво-жовтими до червоних і розміщені на тонких ніжках, які зазвичай довші за пластинку. Плід — парна червонувата крилатка 2—3 см завдовжки, дозріває в кінці літа — на початку осені.

## Поширення
Вид росте в Північній Америці: Канада (Саскачеван, Квебек, Острови Принца Едуарда, Онтаріо, Нова Шотландія, Ньюфаундленд I, Нью-Брансвік, Манітоба, Лабрадор); США (Джорджія, Пенсільванія, Огайо, Північна Кароліна, Нью-Йорк, Нью-Джерсі, Нью-Гемпшир, Міннесота, Мічиган, Коннектикут, Айова, Род-Айленд, Теннессі, Вермонт, Вірджинія, Західна Вірджинія, Вісконсин, Кентуккі, Мен, Мериленд, Массачусетс).
Це майже завжди чагарник у лісових кордонах у скелястих і вологих місцях. Часто трапляється на високих висотах.

## Використання
Сік є джерелом цукру, і його можна варити для приготування кленового сиропу. Кора містить дубильні речовини, які використовуються при дубленні шкіри. Корінні народи настоювали серцевину молодих гілочок для лікування подразнення очей і робили припарки з відвареної стружки кореня. Кажуть, що він також використовується для зняття стресу в людей. Дерево було популярним вибором для виготовлення музичних інструментів через його високу міцність і довговічність.

## Галерея

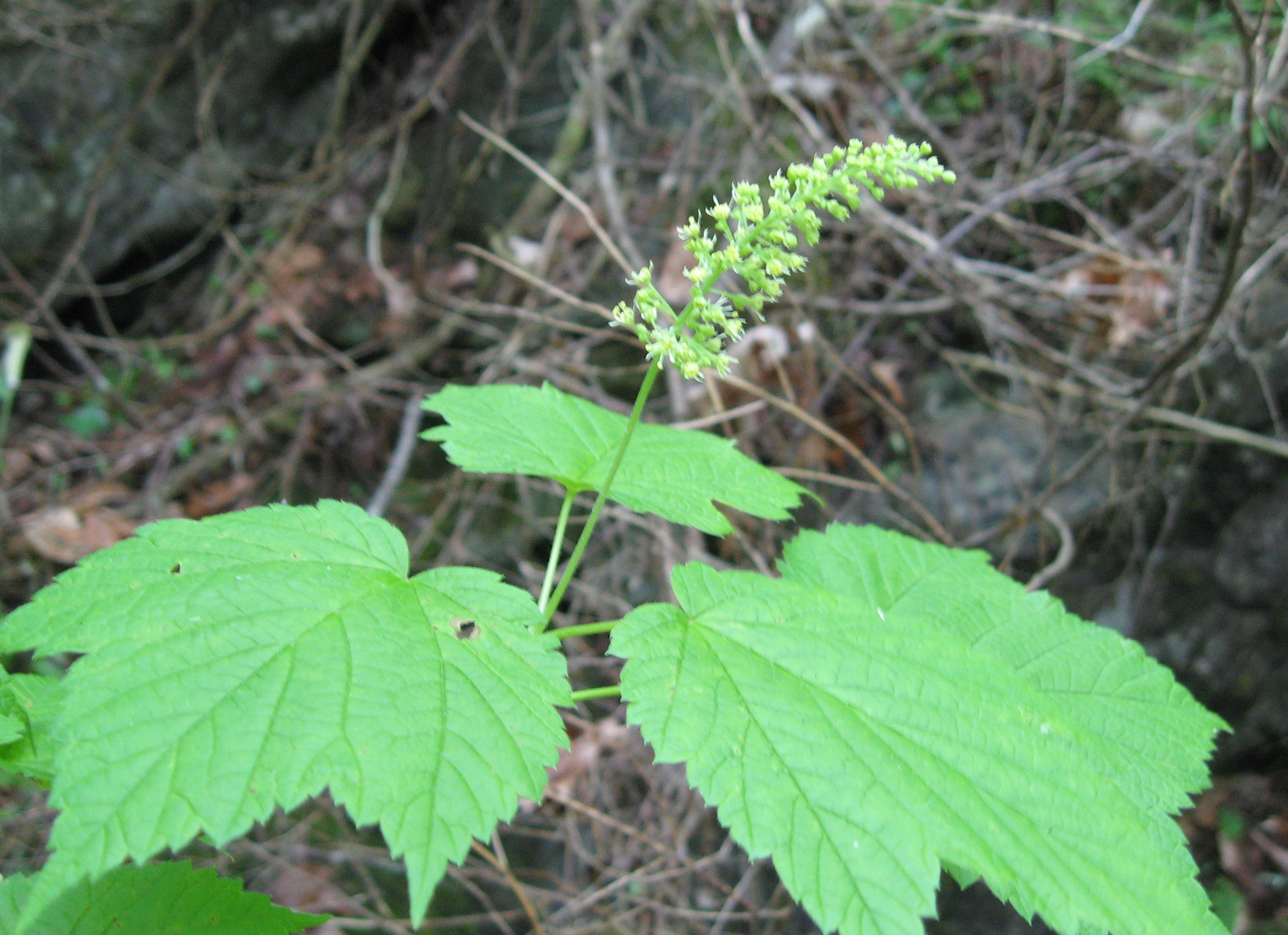
листя і суцвіття
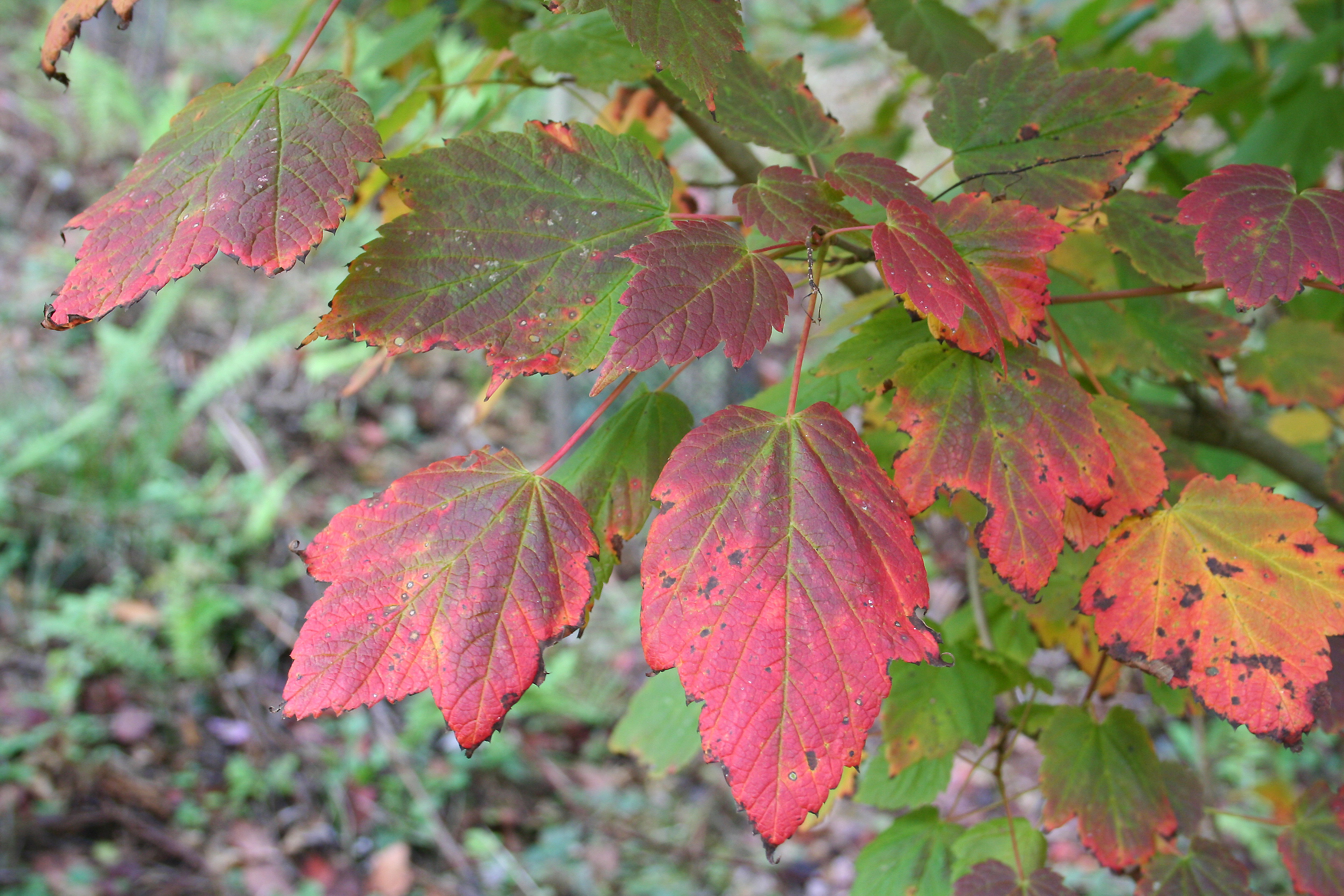
осіннє листя
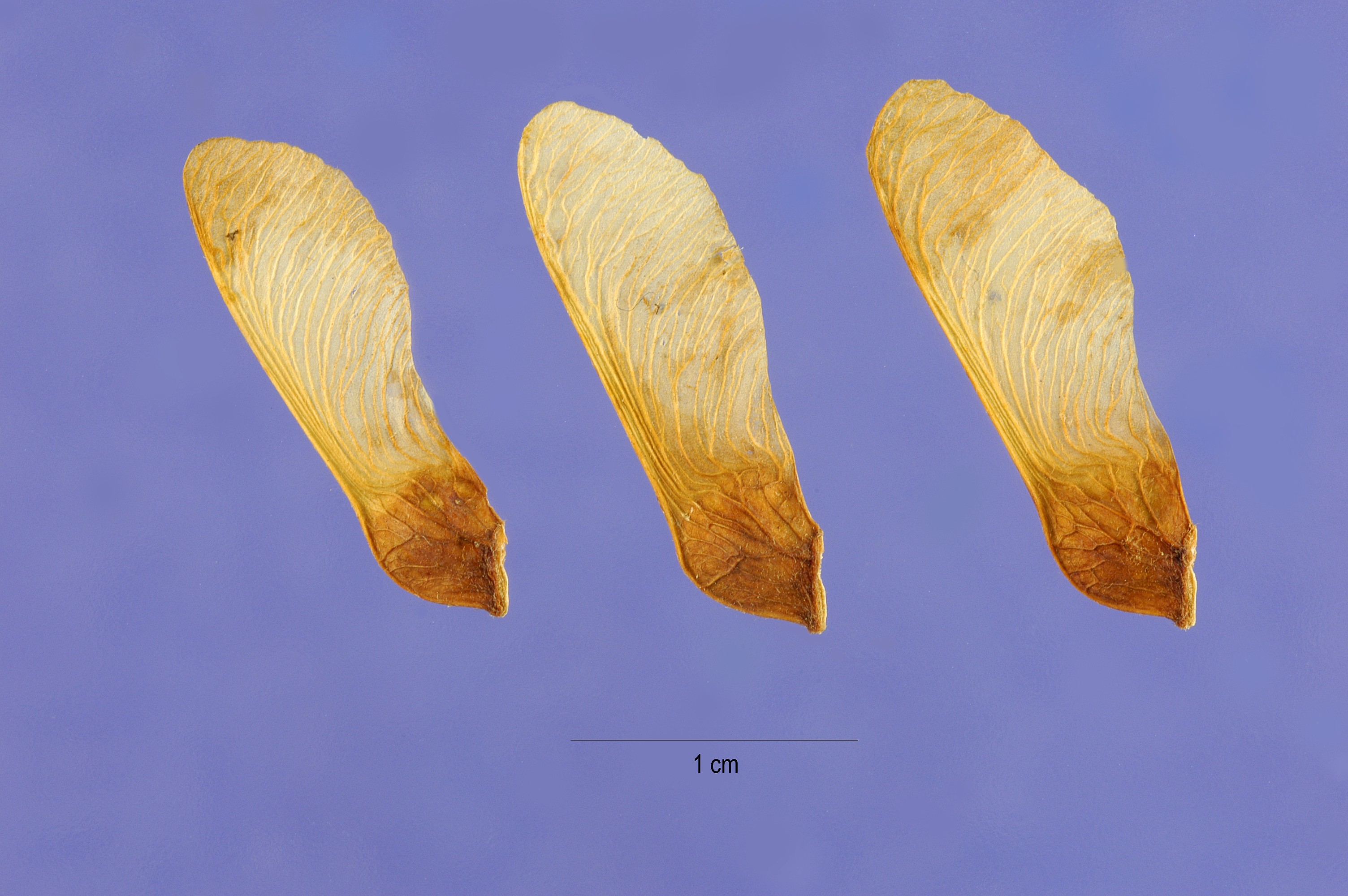
насіння